# Onobrychis biebersteinii
Onobrychis biebersteinii är en ärtväxtart som beskrevs av Sirj. Onobrychis biebersteinii ingår i släktet esparsetter, och familjen ärtväxter. Inga underarter finns listade i Catalogue of Life.